# Крайский, Бруно
Бруно Крайский (нем. Bruno Kreisky; 22 января 1911 года, Вена — 29 июля 1990 года, Вена) — австрийский государственный деятель. Федеральный канцлер Австрии.

## Детство и юность
Бруно родился 11 января 1911 года в еврейской семье Макса Крайского (1876—1944) — директора текстильных предприятий в Австро-Венгрии и Ирены Феликс (1884—1969). Крайские являлись сторонниками габсбургской монархии, консерваторами по убеждению. Бруно, нарушив семейную традицию, в четырнадцать лет вступил в молодёжную организацию Социал-демократической рабочей партии Австрии. В 1931 году окончательно отошёл от иудаизма и стал агностиком.
В 1929 году Крайский окончил гимназию. Многое для него определила встреча с Отто Бауэром — лидером социал-демократии Австрии. По его совету он поступает на юридический факультет Венского университета.

## Аншлюс и Вторая мировая война
После того как деятельность СДРПА была запрещена (1934), Крайский часто выезжал в Чехословакию, в Брно, где размещалась штаб-квартира социал-демократической эмиграции. В январе 1935 года он был арестован и предстал перед австрийским судом. Речь Крайского на суде принесла ему известность. Публикации в британской прессе о «процессе 21-го» всколыхнули европейскую общественность. В результате Крайскому вынесли сравнительно мягкий приговор.
В июне 1936 года он продолжал учёбу на юридическом факультете, а затем успешно защищал диплом правоведа (1937).
12 марта 1938 года — день аншлюса. В Австрии начались массовые аресты. От Дахау Крайского спас случай. Следователем гестапо, который вёл его дело, оказался его бывший сокамерник. После шестимесячного тюремного заключения Бруно был выпущен на свободу и эмигрировал в Швецию.
В годы Второй мировой войны Швеция приняла многих эмигрантов. Дружба с Вилли Брандтом, начавшаяся в Стокгольме, оказала на Крайского большое влияние. Основной профессией австрийца стала журналистика. Он был корреспондентом ряда европейских газет, встречался с советскими дипломатами.
В 1942 году заключил брак с Верой Фюрт, дочерью крупного австрийского еврейского промышленника. В 1944 году родился сын Питер, а в 1948 году дочь Сюзанна.
Многие социал-демократы придерживались идеи создания единого германо-австрийского государства. Крайский был иного мнения. В июле 1943 года Клуб австрийских социалистов принял резолюцию, начинавшуюся словами: «Австрийские социалисты в Швеции требуют восстановления независимой, самостоятельной, демократической республики. Они безоговорочно отвергают её [Австрии] принадлежность германскому рейху…» Впоследствии Крайский, разрабатывая концепцию «австрийского пути к демократическому социализму», будет неоднократно возвращаться к опыту Швеции.
Весной 1945 года лидеры обновлённой Социалистической партии Австрии решили, что Крайский должен остаться в Швеции — в качестве советника австрийской дипломатической миссии. Президент Австрии Карл Реннер считал, что необходимо развивать деловые контакты со шведскими промышленниками, которые могли помочь в восстановлении австрийской экономики. При этом учитывалось и то обстоятельство, что Крайский был женат на Вере Фюрт, дочери крупного шведского предпринимателя, выходца из Австрии.

## После войны
Лишь в январе 1951 года Крайский с женой и двумя детьми окончательно возвратился на родину. Однако дипломатическую службу он оставил только на время. Новым местом его работы стала канцелярия президента Австрии, известного социал-демократа Теодора Кёрнера.
В тот период шла напряжённая дипломатическая борьба вокруг австрийского вопроса. Создание в 1949 году военно-политического блока НАТО делало Австрию важным звеном в стратегии Запада, стремившегося создать надёжную линию обороны против предполагавшейся «угрозы с Востока». В то же время некоторые политики из окружения Сталина (прежде всего В. М. Молотов) стремились подчинить Австрию своему влиянию.
Варианты будущего Австрии обсуждались и в её правящих кругах. Реалистически мыслящие деятели в партиях «большой коалиции» — СПА и Австрийской народной партии (АНП) — всерьёз задумывались о нейтрализации страны. Активным сторонником нейтралитета являлся Крайский. По его совету в одной из речей Теодора Кёрнера, произнесённых в 1951 году, прозвучали слова о желательности для Австрии нейтрального статуса.

## Политическая карьера

### Достижение суверенитета
Лидеры СПА обратили внимание на активность Крайского, и в 1953 году он получил назначение в министерство иностранных дел Австрии, где занял пост статс-секретаря и принял участие в последнем раунде борьбы вокруг заключения Государственного договора, принёсшего Австрии в мае 1955 года долгожданный суверенитет.
Все исследователи, описывающие основные этапы этой стадии переговоров (берлинская встреча министров иностранных дел Австрии и великих держав в феврале 1954 года, визит австрийской делегации в Москву в апреле 1955 года), отмечают, что именно Крайский в частных беседах с видными государственными деятелями и дипломатами СССР, США, Англии и Франции аргументированно отстаивал идею нейтрального статуса для своей родины, который исключил бы использование её в интересах той или другой стороны. Сам Крайский позже говорил, что 26 октября 1955 года — день, когда австрийский парламент провозгласил, что страна является постоянно нейтральным государством, — был и его личным праздником.

### Международный прорыв
После провозглашения нейтралитета Австрии от её дипломатического ведомства требовалась особая гибкость в сфере международной политики. В отличие от Швейцарии, Австрия стремилась участвовать в решении мировых проблем. И здесь большую роль сыграл Крайский, занявший в 1959 году пост министра иностранных дел. В те годы близкие друзья Бруно сетовали на то, что увидеть его в Вене практически невозможно. За семь лет он совершил более 100 государственных визитов. Его можно было видеть и на сессиях Генеральной Ассамблеи ООН, и на заседаниях стран Европейской ассоциации свободной торговли (ЕАСТ, куда Австрия вошла во многом благодаря активной позиции Крайского), и на встречах Организации экономического сотрудничества и развития (ОЭСР). Его тепло встречали в столицах восточноевропейских государств. Он вёл переговоры с такими лидерами мировой политики того времени, как Хрущёв и Кеннеди, Аденауэр и де Голль. В середине 1960-х годов некоторые политики предлагали ему баллотироваться на пост генерального секретаря ООН.

### Лидер партии
На внеочередном съезде СПА, состоявшегося в начале 1967 года, Крайский был избран её председателем.

### На посту Федерального канцлера
На выборах в марте 1970 года СПА одержала победу. Крайский стал федеральным канцлером страны.
Обязанности канцлера почти не оставляли Крайскому времени для столь близких ему внешнеполитических вопросов. Однако именно он внёс немалый вклад в созыв Общеевропейского совещания. Его имя стоит среди имён глав правительств, подписавших 1 августа 1975 года в Хельсинки Заключительный акт этого форума. Много сил отдал Крайский борьбе за сокращение гонки вооружений. В годы его канцлерства Вена стала местом многочисленных встреч представителей стран Востока и Запада. По его инициативе в 1979 году был открыт Венский международный центр ООН.
Однако главной сферой международной деятельности Крайского в 1970-е годы стал Социалистический интернационал (СИ). Вместе со своим старым другом Вилли Брандтом и также ставшим близким ему шведским премьер-министром Улофом Пальме он активно обсуждал вопрос о том, как сделать Социнтерн важным субъектом международной жизни. Осенью 1976 года на XIII конгрессе СИ в Женеве Крайский был избран одним из вице-председателей организации. Находясь на этом посту вплоть до состоявшегося в июне 1989 года в Стокгольме XVIII конгресса, он много внимания уделял вопросам разрядки и разоружения, взаимоотношений Север — Юг, для урегулирования конфликтов в различных районах земного шара. Общительность, способность сходиться с людьми, умение их слушать, не навязывая собственного мнения, — черты дипломата Крайского.
В 1983 году Крайский ходатайствовал об освобождении советского диссидента Юрия Орлова, но генеральный секретарь ЦК КПСС Ю. В. Андропов распорядился не отвечать на это письмо.

#### Роль Крайского в урегулировании ближневосточного конфликта
Главной его заботой долгие годы был ближневосточный конфликт. Он критиковал Голду Меир и Давида Бен-Гуриона, тогдашних лидеров Партии труда Израиля (ПТИ), за то, что их правительство «не учитывает интересы арабских соседей». Крайский считал Израиль главным виновником напряжённости на Ближнем Востоке, за что Голда Меир назвала его «антисемитствующим евреем». При этом его родной брат жил в те годы в Израиле.
В начале 1974 года по инициативе Крайского Социнтерн создаёт так называемую исследовательскую группу в составе представителей ряда партий — членов СИ. В последующие несколько лет этот коллектив, получивший в Социнтерне неофициальное наименование «группа Крайского», посетил ряд арабских стран, непосредственно вовлечённых в противоборство с Израилем. Члены группы встретились с политиками арабского мира и не пренебрегли контактами с руководством Организации освобождения Палестины (ООП).
Несколько лет спустя Крайский рассказывал об этом: «Моя первая поездка на Ближний Восток в 1974 году сопровождалась злобными комментариями со стороны Израиля. В первой стране, которую я посетил в ходе этой поездки, — Египте — тоже столкнулся с враждебным отношением».
Во многом благодаря дипломатическому опыту Крайского возглавляемой им миссии удалось обстоятельно обсудить проблемы со своими арабскими партнёрами. Итогом «челночной дипломатии» Крайского середины 1970-х годов стал подготовленный для Социнтерна доклад, в котором важное место было отведено палестинской проблеме. Он призывал откликнуться на стремление палестинцев обрести государственный суверенитет и начать с их лидерами политический диалог. Обоснованная и взвешенная логика аргументов Крайского убедила его коллег по руководству СИ сесть за стол переговоров с представителями ООП. Не случайно, что именно в Вене в июле 1979 года состоялась встреча Крайского и Брандта с Ясиром Арафатом.
Крайский внимательно следил за развитием событий на Ближнем Востоке. После ливанско-израильского конфликта в июне 1982 года он окончательно занял антиизраильскую позицию.
Будучи Федеральным канцлером Австрии, он предоставил возможность советским евреям эмигрировать через Австрию в Израиль или страны Запада. В 1970—1980 годы Вена была основным транзитным пунктом еврейском эмиграции из СССР.

## Уход из «большой политики»
Выборы в апреле 1983 года лишили СПА абсолютного большинства мест в парламенте. Крайский, который ещё за несколько лет до этого заявлял о своём желании уйти в отставку, ссылаясь на ухудшение здоровья и переутомление (ему шёл 73-й год), смог наконец отойти от активной политики. На очередном съезде СПА, состоявшемся осенью 1983 года, Крайский занял специально учреждённый для него пост почётного председателя Социалистической партии Австрии.
В начале 1987 года пост министра иностранных дел руководство социалистов передало партнёру по коалиции — АНП. Крайский, считавший, что СПА ни при каких условиях не должна уступать сферу внешней политики буржуазной партии, отказывается от почётной должности.
Став пенсионером, Крайский продолжал участвовать в работе Социалистического интернационала. Во второй половине 1980-х годов он возглавил Европейскую комиссию по вопросам занятости. Основные выводы и положения, содержавшиеся в подготовленном ею докладе, были учтены при разработке документов Социнтерна, принятых на его последнем конгрессе в Стокгольме в июне 1989 года. В последние годы Крайскому неоднократно присуждались различные международные премии за заслуги в решении актуальных политических проблем. Почётный председатель Социнтерна.

## Награды
- Большой Крест ордена Белого льва (Чехия, 2000)